# زانستاد
زانستاد Zaanstad  هي مدينة وبلدية بمقاطعة شمال هولندا، هولندا.

## طوبوغرافيا
خريطة طوبوغرافية هولندية لبلدية زانستاد، سبتمبر 2014، (تقرأ بعد ثلاث نقرات على الخريطة).

## توأمة
لزانستاد اتفاقيات توأمة مع:
- تسفيكاو

## أعلام
- يان كاريل لنسترا
- رامون سينكلدام
- باس ينت
- علي ب
- سيس كوش